# اولوجیو ارانگورن
اولوجیو ارانگورن (انگلیسی: Eulogio Aranguren; ۲۷ ژوئیهٔ ۱۸۹۲ – ۱۹ اکتبر ۱۹۷۳) بازیکن فوتبال اهل آرژانتین بود.
از باشگاه‌هایی که در آن بازی کرده‌است می‌توان به باشگاه فوتبال رئال مادرید اشاره کرد.